# 나미아이촌 (나가노현 시모이나군 1934년)
나미아이촌(일본어: 波合村)은 일본 나가노현 시모이나군에 설치되었던 촌이다. 현재의 아치촌, 히라야촌에 해당한다.